# Maksim Mujin
Maksim Mujin (en ruso: Максим Андреевич Мухин; Toliatti, 4 de noviembre de 2001) es un futbolista ruso que juega en la demarcación de centrocampista para el PFC Sochi de la Liga Premier de Rusia.

## Selección nacional
Debutó con la selección de fútbol de Rusia el 21 de marzo de 2021 en un partido de clasificación para la Copa Mundial de Fútbol de 2022 contra Eslovenia que finalizó con un resultado de 2-1 a favor del combinado ruso tras el gol de Josip Iličić para Eslovenia, y un doblete de Artyom Dzyuba para Rusia.

## Clubes
| Club                      | País  | Año       | Partidos | Goles |
| ------------------------- | ----- | --------- | -------- | ----- |
| FC Lokomotiv Moscú        | Rusia | 2019      | 0        | 0     |
| FC Kazanka Moscú (cedido) | Rusia | 2019-2020 | 8        | 1     |
| FC Lokomotiv Moscú        | Rusia | 2020-2021 | 15       | 0     |
| PFC CSKA Moscú            | Rusia | 2021-2025 | 70       | 3     |
| PFC Sochi (cedido)        | Rusia | 2025-     |          |       |

## Palmarés

### Campeonatos nacionales
| Título             | Club               | País  | Año  |
| ------------------ | ------------------ | ----- | ---- |
| Copa de Rusia      | FC Lokomotiv Moscú | Rusia | 2021 |
| Copa de Rusia      | PFC CSKA Moscú     | Rusia | 2023 |
| Copa de Rusia      | PFC CSKA Moscú     | Rusia | 2025 |
| Supercopa de Rusia | PFC CSKA Moscú     | Rusia | 2025 |